# Somerton (Norfolk)
Somerton è una parrocchia civile dell'Inghilterra, appartenente alla contea del Norfolk.